# Angel Witch (Album)
Angel Witch ist das Debütalbum der gleichnamigen Band Angel Witch. Es erschien 1980 über Bronze Records. Das Album war kommerziell kaum erfolgreich, die Band wurde jedoch zu einem Protagonisten der New Wave of British Heavy Metal.

## Entstehung
Nachdem ihre erste Single Sweet Danger sich nur eine Woche auf Platz 75 der britischen Charts halten konnte „und somit die erfolgloseste Single zumindest dieses Jahres wurde, ließ die EMI die Gruppe wie eine heiße Kartoffel fallen“. Danach wurde die Band von Bronze Records unter Vertrag genommen, wo ihr Debütalbum erschien. Dieses wurde im Roundhouse Studio aufgenommen und von Martin Smith (Wax-a-hottie) produziert; als Toningenieure waren Mark (The Knife) Dearnley, Ashley Howe und John Gallen beteiligt, Jools Cooper und Nick Rogers als assizierende Toningenieure. Das Keyboard wurde von Sev Lewkowicz programmiert.

## Titelliste
Alle Stücke wurden von Kevin Heybourne geschrieben.
1. Angel Witch – 3:25
2. Atlantis – 3:42
3. White Witch – 4:48
4. Confused – 2:52
5. Sorcerers – 4:16
6. Gorgon – 4:06
7. Sweet Danger – 3:07
8. Free Man – 4:44
9. Angel of Death – 4:52
10. Devil’s Tower – 2:28

## Musikstil und Texte
Lieder wie White Witch, Sorceress und Angel of Death stehen laut Alex Henderson von Allmusic in der Tradition von Judas Priest, Rainbow und Black Sabbath. Laut Matthias Mader „verpaßten Kevin Heybourne (g,v), Kevin Riddles (b) und Dave Dufort (d) dem Doom-Rock-Sound von Iommi und Co. mit ihren rasenden Gitarrenläufen und akzentuierten Tempowechseln eine gehörige Frischzellenkur“.
Auch das Auftreten der Band wurde in der Tradition von Black Sabbath verortet. Die Lieder behandeln mythologische und esoterische Themen wie Gorgonen, Atlantis, Magie und Hexen; bezüglich der Assoziation der Band mit dem Okkultismus erklärte Heybourne, er interessiere sich zwar „auch dafür, aber ich tanze nicht nackt ums Feuer“.

## Gestaltung

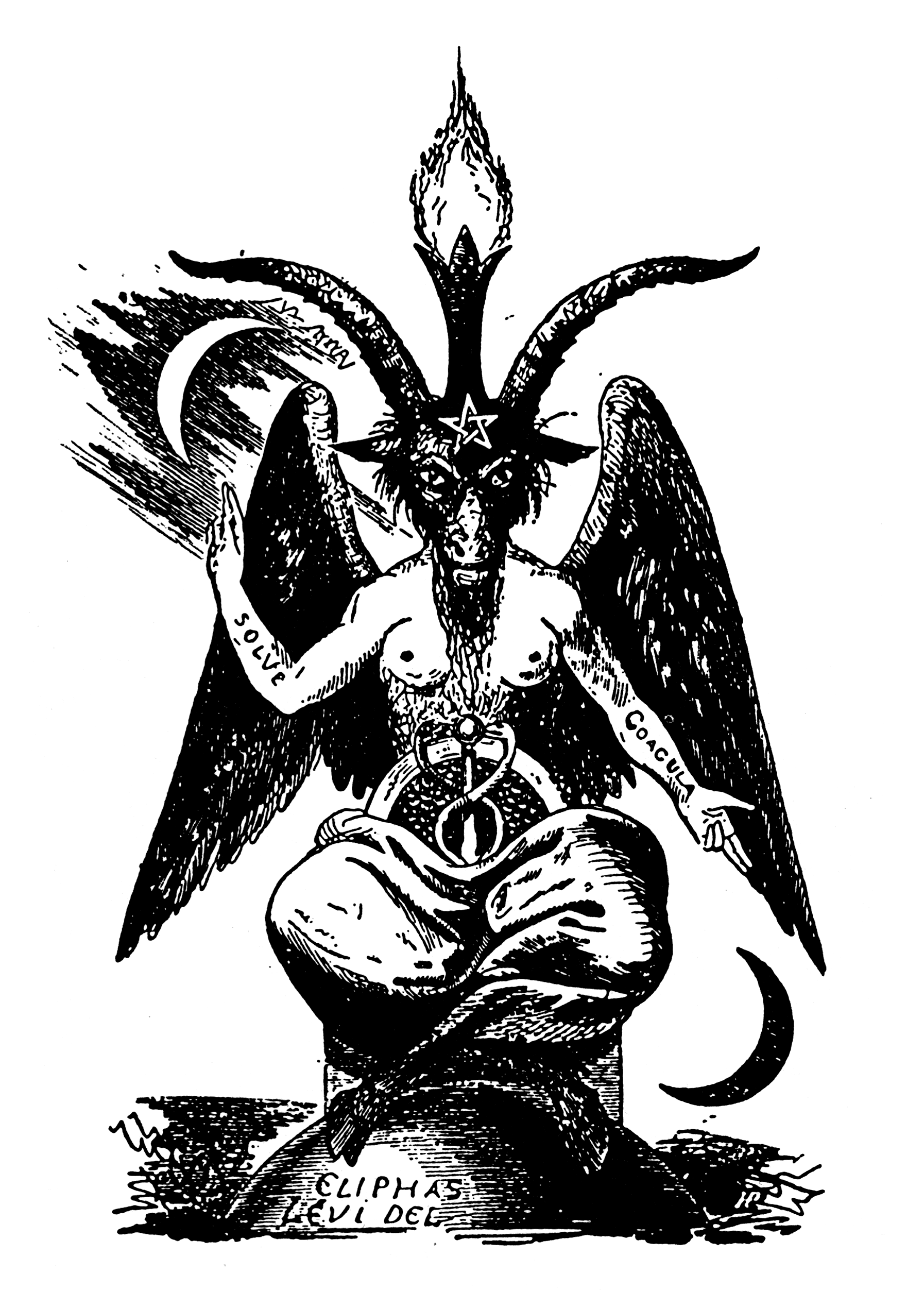
Éliphas Lévis hermaphroditische Baphomet-Darstellung aus seinem Werk Dogme et Rituel de la Haute Magie (1854) findet sich auf der Rückseite des Albums.

Das Schallplattencover bildet das Ölgemälde The Fallen Angels Entering Pandemonium ab, das früher John Martin zugeschrieben wurde und eine Szene aus John Miltons Paradise Lost darstellt. Auf der Rückseite findet sich Éliphas Lévis hermaphroditische Baphomet-Darstellung aus Dogme et Rituel de la Haute Magie und eine Abbildung der Musiker.

## Bedeutung
Angel Witch wurde von der britischen Presse verrissen, machte die Band aber zu einem der Protagonisten der New Wave of British Heavy Metal und gilt als Klassiker dieser Bewegung. Steve Harris von Iron Maiden zufolge hätte die Band mit einem besseren Manager den Durchbruch erreichen müssen. Henderson bezeichnete Lieder wie White Witch, Sorceress und Angel of Death als Klassiker; amerikanische Headbanger, die die Freuden von Angel Witch nicht erfahren hätten, schuldeten es sich selbst, diesen Metal-Klassiker zu hören. Mike Stagno von Sputnikmusic bezeichnete die Texte als simpel und käsig, aber einprägsam und dank Heybournes Stimme unterhaltsam zu hören; auch musikalisch sei die Band fantastisch. Er lobte auch den gut hörbaren Bass, da Riddles ein guter Bassist sei. Das Album sei jedoch nicht perfekt; er bemängelte die inkonsistente Produktion der Gitarre und die schwächere mittlere Sektion des Albums gegenüber dem Anfang und Ende desselben. Die Band hätte jedoch mehr Erfolg verdient, und das Album werde zu Recht als NWoBHM-Klassiker angesehen. Chad Bowar von About.com zufolge ist dem Album anzuhören, dass die Band zum Zeitpunkt der Aufnahmen noch jung war; Heybournes Schreie seien stellenweise kratzig, und seinem klaren Gesang bei Free Man fehle jede Melodie oder Kraft. Dies wäre genug, um jedes andere Album zu ruinieren, verleihe Angel Witch jedoch seinen Charme, und seine exzentrisches Gitarrenspiel kompensiere seine gesanglichen Defizite. Das Album verdiene so viel Anerkennung wie Iron Maidens Debütalbum oder Diamond Heads Lightning to the Nations als Vorreiter für den Thrash Metal. Mader bezeichnete Angel Witch als „erstklassigen Einstand“ und zählte das Album zu seinen Favoriten:

„Wenn ich vor der Entscheidung stünde, drei HM-Alben mit auf eine einsame Insel zu nehmen, dann wäre Angel Witch’s [sic!] Debüt ohne zu zögern meine erste Wahl.“

Durch die Gestaltung des Albums und Lieder über Themen wie Atlantis, Magie und Hexen wurde die Band mit Okkultismus und Black Metal in Verbindung gebracht; Heybourne betonte jedoch, er interessiere sich zwar „auch dafür, aber ich tanze nicht nackt ums Feuer“. Black-Metal-Pioniere wie Cronos von Venom und Tom Angelripper von Sodom wurden „des öfteren in Angel Witch-T-Shirts gesichtet“, und das deutsche Rock-Hard-Magazin listete das Album als Meilenstein für den Black Metal (der als Bezeichnung auf Venoms zweites Album von 1982 zurückgeht) auf; im Gegensatz zu Venoms zweitem Album Black Metal, Mercyful Fates Don’t Break the Oath, Hellhammers Apocalyptic Raids, Morbid Angels Altars of Madness und Sodoms Obsessed by Cruelty wurde es jedoch in reiner Listenform ohne Erläuterung zusammen mit neunzehn weiteren Veröffentlichungen aufgeführt.